# Juszvai járás

A Juszvai járás a Permi határterületen

A Juszvai járás (oroszul Юсьвинский район) Oroszország egyik járása a Permi határterületen. Székhelye Juszva.

## Népesség
- 2002-ben 23 724 lakosa volt, melynek 54,3%-a komi-permják, 43,2%-a orosz nemzetiségű.
- 2010-ben 19 560 lakosa volt, melyből 9 966 komi, 9 083 orosz, 132 tatár stb.